# Departamento de Quetzaltenango
Departamento de Quetzaltenango är ett departement i Guatemala. Det ligger i den sydvästra delen av landet, 120 km väster om huvudstaden Guatemala City. Antalet invånare är 667 139. Arean är 1 953 kvadratkilometer.
Terrängen i Departamento de Quetzaltenango är varierad.
Departamento de Quetzaltenango delas in i:

1. Municipio de Zunil
2. Municipio de Sibilia
3. Municipio de San Miguel Sigüilá
4. Municipio de San Mateo
5. Municipio de San Martín Sacatepéquez
6. Municipio de San Francisco La Unión
7. Municipio de San Carlos Sija
8. Municipio de Salcajá
9. Municipio de Quetzaltenango
10. Municipio de Palestina de los Altos
11. Municipio de Ostuncalco
12. Municipio de Olintepeque
13. Municipio de La Esperanza
14. Municipio de Huitán
15. Municipio de Génova Costa Cuca
16. Municipio de Flores Costa Cuca
17. Municipio de El Palmar
18. Municipio de Concepción Chiquirichapa
19. Municipio de Colomba Costa Cuca
20. Municipio de Coatepeque
21. Municipio de Cantel
22. Municipio de Cajolá
23. Municipio de Cabricán
24. Municipio de Almolonga

Följande samhällen finns i Departamento de Quetzaltenango:

- Quetzaltenango
- Coatepeque
- Ostuncalco
- Cantel
- Colomba
- El Palmar
- Flores Costa Cuca
- Salcajá
- Cabricán
- Almolonga
- Zunil
- Huitán
- Samayac
- Concepción Chiquirichapa
- San Miguel Sigüilá
- San Mateo
- Génova
- San Martín Sacatepéquez
- Cajolá
- Palestina de los Altos
- Sibilia
- San Francisco La Unión